# Stânceni
Stânceni (Gödemesterháza en hongrois, Meisterhausen en allemand) est une commune roumaine du județ de Mureș, dans la région historique de Transylvanie et dans la région de développement du Centre.

## Géographie
La commune de Stânceni est située dans le nord-est du județ, à la limite avec le județ de Harghita, dans le défilé du Mureș, entre les Monts Calimani au nord et les Monts Gurghiu au sud (le point culminant des Monts Gurghiu, le Mont Fâncela (altitude, 1 684 m) se trouve sur le territoire communal. Stânceni est située à 14 km à l'ouest de Toplița et à 90 km au nord-est de Târgu Mureș, le chef-lieu du județ.
La municipalité est composée des trois villages suivants (population en 2002) :
- Ciobatani (324) ;
- Meștera (457) ;
- Stânceni (766), siège de la commune.

## Histoire
La commune de Stânceni a appartenu au royaume de Hongrie, puis à l'empire d'Autriche et à l'Empire austro-hongrois.
En 1876, lors de la réorganisation administrative de la Transylvanie, elle a été rattachée au comitat de Maros-Torda.
La commune de Stânceni a rejoint la Roumanie en 1920, au traité de Trianon, lors de la désagrégation de l'Autriche-Hongrie. Elle a été de nouveau occupée par la Hongrie de 1940 à 1944, période durant laquelle sa petite communauté juive fut exterminée par les nazis. Elle est redevenue roumaine en 1945.

## Politique
Le Conseil Municipal de Stânceni compte 11 sièges de conseillers municipaux. À l'issue des élections municipales de juin 2008, Dinu Ciobota (PSD) a été élu maire de la commune.
| Parti                                      | Nombre de conseillers |
| ------------------------------------------ | --------------------- |
| Parti social-démocrate (PSD)               | 4                     |
| Parti national libéral (PNL)               | 3                     |
| Union démocrate magyare de Roumanie (UDMR) | 1                     |
| Parti démocrate-libéral (PD-L)             | 1                     |
| Parti de la Grande Roumanie (PRM)          | 1                     |
| Candidat indépendant                       | 1                     |

## Religions
En 2002, la composition religieuse de la commune était la suivante :
- Chrétiens orthodoxes, 79,12 % ;
- Catholiques romains, 15,12 % ;
- Réformés, 1,42 %.

## Démographie
En 1910, la commune comptait 1 297 Roumains (60,81 %), 734 Hongrois (34,41 %), 73 Allemands (3,42 %) et 19 Ukrainiens (0,89 %).
En 1930, on recensait 1 210 Roumains (69,74 %), 468 Hongrois (26,97 %), 7 Allemands (0,40 %), 34 Juifs (1,96 %) et 11 Tsiganes (0,63 %).
En 2002, 1 273 Roumains (82,28 %) côtoient 269 Hongrois (17,38 %). On comptait à cette date 597 ménages et 789 logements.
| 1850 | 1880  | 1900  | 1910  | 1930  | 1956  | 1977  | 1992  | 2002  |
| ---- | ----- | ----- | ----- | ----- | ----- | ----- | ----- | ----- |
| 972  | 1 369 | 1 615 | 2 133 | 1 735 | 1 774 | 1 911 | 1 592 | 1 547 |

| 2007  | - | - | - | - | - | - | - | - |
| ----- | - | - | - | - | - | - | - | - |
| 1 540 | - | - | - | - | - | - | - | - |

## Économie
L'économie de la commune repose sur l'élevage, l'exploitation des forêts et la transformation du bois, l'exploitation d'une source d'eau minérale mise en bouteille à Ciobotani (marque "Romaqua Stânceni") ainsi que sur le tourisme.

## Communications

### Routes
Stânceni se trouve sur la route nationale DN15 Târgu Mureș-Reghin-Toplița.

### Voies ferrées
la commune est desservie par la ligne de chemin de fer Deda-Toplița.

## Lieux et monuments
- Réserve naturelle Defileul Deda-Toplița (6 000 ha).